# 戴证良
戴证良（1940年9月—），男，汉族，浙江鄞县人，中华人民共和国政治人物，曾任中国航天科技集团公司六院党委书记，第九、十届全国人大代表、常委会委员。

## 生平
1998年3月，第九届全国人大第一次会议上，他当选全国人民代表大会常务委员会委员。